# Strømskinne
Strømskinne - mange gange omtalt som den tredje skinne eller tredjeskinne - er en skinne, som distribuerer strøm i et tunnelbanenet, som fx ved T-banen i Oslo og Københavns Metro. Strømskinnen løber langs skinnerne, og strømmen hentes med en strømaftager. Skinnen kan være indkapslet i en plastskærm for at reducere risikoen for berøring.
Fordelen med strømskinner frem for køreledning er større ledertværsnit og dermed mindre energitab, særlig ved lavspændte systemer i kombination med stor trafiktæthed og/eller tunge tog.
En ulempe ved brug af strømskinner er større risiko for personskader ved at mennesker eller dyr kommer nær strømskinnen og kan få elektrisk stød. En anden ulempe er, at det kan være kompliceret at tilpasse monteringen af strømskinner ved anlæg af rangeringsområder, hvor der er mange sporskifter.